# Anders Lindergren
Anders Lindergren, född 13 januari 1759, död 5 oktober 1825 i Ädelfors, var en svensk häradsskrivare och bruksförvaltare.

## Biografi
Lindergren gick redan i unga år in vid den statliga förvaltningen och blev under 1780-talet kontrollör i Jönköpings län, för att därefter bli häradsskrivare i Västra härad med tingsplats i Komstad, Sävsjö kommun. 1802 flyttade han med familjen till Norra Vedbo härad där han också blev häradsskrivare innan han utnämndes till länsman. Runt år 1813 blev han förvaltare vid Ädelfors guldgruva som drevs på arrende av överdirektören E. Kihlström.[källa behövs]
Lindergren avled i Ädelfors den 5 oktober 1825.

## Familj
Lindergren gifte sig troligen på det tidiga 1780-talet med prästdottern Elisabeth Catharina Thalin (1762–?), i äktenskapet föddes flera barn.

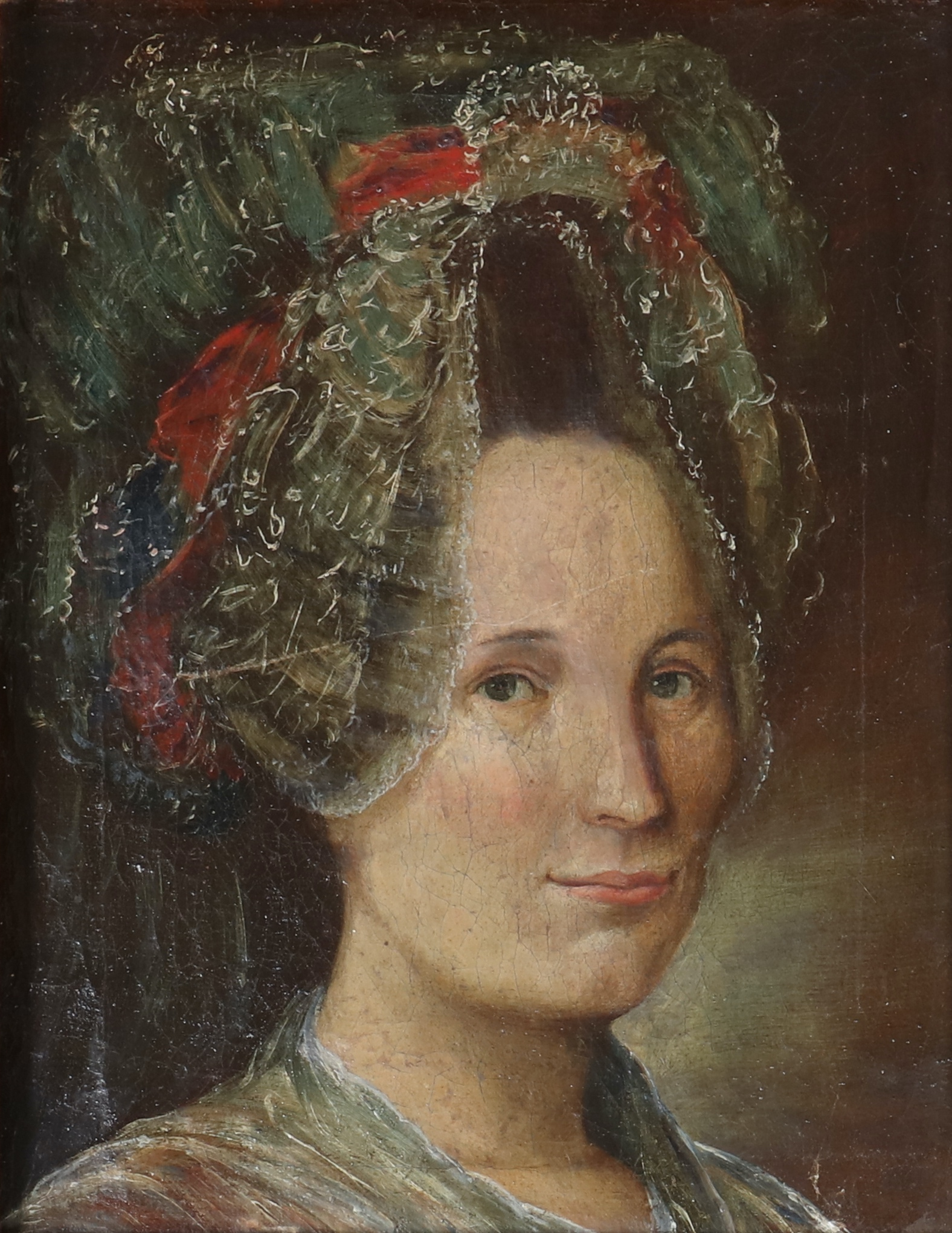
Lindergrens hustru, Elisabeth Catharina Thalin. Avporträtterad 1790 av okänd konstnär.